# سبتمبر للعلوم الطبية والتطبيقية
جامعة 21 سبتمبر للعلوم الطبية والتطبيقية تأسست في صنعاء عام 2016، وتهدف إلى إعداد الكوادر الطبية والصحية المؤهلة والمهنية في مختلف التخصصات الطبية والعلمية. تقدم الجامعة برامج تعليمية متقدمة تشمل الطب البشري، الصيدلة، التمريض، العلوم الصحية، الهندسة الطبية الحيوية، وتقنية المعلومات.

## الكليات

### كلية الطب
مدة الدراسة فيها 6 سنوات تشمل سنة الامتياز التدريبي في المستشفيات والمراكز الصحية. تخرج دفعات من الأطباء الذين يعملون داخل اليمن وخارجه.

### كلية الصيدلة
مدة الدراسة فيها 5 سنوات، تشمل التدريب العملي في المختبرات والصيدليات التعليمية والمستشفيات الجامعية.

### كلية التمريض والعلوم الصحية
مدة الدراسة فيها 4 سنوات، تشمل تدريب عملي مكثف في المستشفيات والمراكز الصحية.

### كلية الهندسة الطبية الحيوية
تقدم برامج الهندسة الطبية الحيوية والتقنيات الطبية، مدة الدراسة فيها 5 سنوات.

### كلية تقنية المعلومات والعلوم الصحية الرقمية
تركز على نظم المعلومات الصحية، السجلات الطبية الإلكترونية، وإدارة البيانات الصحية، مدة الدراسة 4 سنوات.

## مراكز الجامعة
- مركز التعليم المستمر والتدريب الطبي
- مركز البحوث الطبية
- مركز الابتكار والتقنيات الصحية
- مركز الصحة العامة والمجتمعية

## وصلات خارجية
- الموقع الرسمي لجامعة 21 سبتمبر